# Achtouken
 (février 2019).
- Si vous ne connaissez pas le sujet, laissez ce bandeau (vous pouvez alors contacter les auteurs).
- Si vous supprimez le contenu mis en cause (vous pouvez préalablement contacter les auteurs),

argumentez précisément cette suppression dans la page de discussion
(un manque de référence n'est pas un argument ; une recherche réelle de référence doit avoir été effectuée, être formellement documentée).
Achtouken (en Tachelhit : Achtoukn et ⴰⵛⵜⵓⴽⵏ est une confédération tribale appartenant à l'ethnie Chleuh du Souss, au Maroc.
Elle regroupe plusieurs tribus comme les Ait Swab, Ait Mezal, Ait Amira,Ait Asif Sfa, Ait Amghar Bibi, Ait Amghar Wasay, Ait Amghar Abdellah, Ait Amghar Bushab, Ait Wadrim, Idaw Gndif, Uknaz, Tarka n Tushka, Tizi, Tskdelt, Immi Mqurn Inchadn, Belfa, Ait Miilk. 